# Festa (singolo)
Festa è un brano musicale di Alex Britti, pubblicato nel 2005 come singolo tratto dall'album omonimo.

## Video musicale
Il videoclip, a cura di Cosimo Alemà, mostra il cantante in uno studio, mentre vengono narrate le vicende dei quattro personaggi. Il conte, interpretato da Maurizio Costanzo, che ha collaborato con Britti nella creazione di alcune canzoni dell'album. Nei panni della donna sola, Anna Galiena, in quelli del profugo sbarcato dal gommore, Jonis Bascir, e in quelli di un attore annoiato, Massimo Ghini.
La canzone parla di quanto sia facile per l'uomo lasciarsi sopraffare dalla solitudine più profonda.